# 児玉雨子
児玉 雨子（こだま あめこ、1993年12月21日 - ）は、日本の作家、作詞家、小説家。神奈川県出身、横浜市育ち。明治大学文学部（文芸メディア専攻）卒業、同大学院文学研究科修了。A-Sketch所属。

## 来歴・人物
幼小中高一貫校に幼稚園から通う。高校2年のときに小説を書き、集英社のすばる文学賞に応募、二次選考まで進む。2011年に、知己の静岡朝日テレビのプロデューサーから同局で放送されている『コピンクス!』の主題歌「カリーナノッテ」の作詞を依頼される。以来、コピンク*作品の作詞を担当する一方、夢みるアドレセンスを皮切りに他アイドルへの作品提供も行っている。
ハロー!プロジェクト（ハロプロ）楽曲の作詞を担当するようになったきっかけは、タワーレコード渋谷店で行われていた『南波一海のアイドル三十六房』を観に行ったところ、MCの南波一海からアップフロントワークスの橋本慎を紹介され、その際に橋本から「作詞家なの?じゃあ一緒にやろうよ!」と声をかけられたことから。当初はボツ続きだったが、2015年のアンジュルム改名後初のシングル『乙女の逆襲』、カントリー・ガールズとしての初のシングル『愛おしくってごめんね/恋泥棒』が相次いで採用。
作詞活動の他、2013年には、コピンク*作品を元にしたオーディオストーリー『コピンクス!ストーリーズ〜star chat〜』の原案および第2話以降の脚本を担当。2014年にはライブイベントの構成・演出を担当している。夢みるアドレセンスの振付を担当していた竹中夏海から女性アイドル好きで構成される「なでksジャパン」の2期生に勝手に任命される。
2015年、iDOL Streetによる新プロジェクト「Girls Street 2020」のクリエイターに就任。
2021年、自身初の小説単行本『誰にも奪われたくない／凸撃』を刊行。2023年、「##NAME##」で第169回芥川龍之介賞候補となる。

## 作詞作品

### コピンク*関連

#### feat.コピンク*
| アーティスト                                                                        | タイトル           | 備考                                                            |
| ----------------------------------------------------------------------------------- | ------------------ | --------------------------------------------------------------- |
| feat.コピンク*（初代） （CV：宮本佳林(元Juice=Juice)）                              | カリーナノッテ     |                                                                 |
| feat.コピンク*（初代） （CV：宮本佳林(元Juice=Juice)）                              | 最高視感度         |                                                                 |
| feat.コピンク*（初代） （CV：宮本佳林(元Juice=Juice)）                              | 兎tocome           | 竹屋なかことの共作 feat.ゴロー（CV:さわやか五郎）バージョンあり |
| feat.コピンク*（初代） （CV：宮本佳林(元Juice=Juice)）                              | リバース           |                                                                 |
| feat.コピンク*（二代目） （CV：浅川梨奈(元SUPER☆GiRLS)）                            | ティアラの条件     |                                                                 |
| feat.コピンク*（二代目） （CV：浅川梨奈(元SUPER☆GiRLS)）                            | スーパースター     |                                                                 |
| feat.コピンク*（三代目） （CV：廣川奈々聖） （わーすた、元FUKUOKA はかたみにょん★） | QUETE POP          |                                                                 |
| feat.コピンク*（三代目） （CV：廣川奈々聖） （わーすた、元FUKUOKA はかたみにょん★） | 憂鬱なファルセット |                                                                 |
| feat.コピンク* （CV：小野田紗栞（ハロプロ研修生）&宮本佳林）                        | サヨナラチュー     |                                                                 |

#### スピンオフ
| アーティスト                                                                                | タイトル       | 備考           |
| ------------------------------------------------------------------------------------------- | -------------- | -------------- |
| feat.サラ（CV：早乃香織）                                                                   | メ□セージ      |                |
| 夢みるアドレセンス                                                                          | ハナモモ       | YUMIKOとの共作 |
| コピンク* feat.クインセ（CV：荻野可鈴）                                                     | いつかお姫様が |                |
| コピンク* feat.フジー（CV：井之上史織）                                                     | ほしをみる     |                |
| コピンク* feat.加藤里保菜                                                                   | メロウチューン |                |
| 小玉梨々華（現わーすた、当時サッポロ Snow♥Loveits）と藤巻直哉                               | いただきマーチ |                |
| コピンク* CV：コノワール（吉田凜音）                                                        | 前髪のカーテン |                |
| コピンク* CV：コノワール（吉田凜音）                                                        | ミスリーダー   |                |
| ピンキーリング（北島真由（当時なごやちゅ〜ぶ♥）& 木下菜乃（FUKUOKA はかたみにょんsweet★）） | 小指姫         |                |

### ハロー!プロジェクト関連
| アーティスト         | タイトル                                                        | 備考                       |
| -------------------- | --------------------------------------------------------------- | -------------------------- |
| アンジュルム         | 乙女の逆襲                                                      |                            |
| アンジュルム         | 出すぎた杭は打たれない                                          |                            |
| アンジュルム         | マリオネット37℃                                                 |                            |
| アンジュルム         | 友よ                                                            |                            |
| アンジュルム         | 次々続々                                                        |                            |
| アンジュルム         | 愛のため今日まで進化してきた人間 愛のためすべて退化してきた人間 |                            |
| アンジュルム         | マナーモード                                                    |                            |
| アンジュルム         | 46億年LOVE                                                      |                            |
| アンジュルム         | 恋はアッチャアッチャ                                            |                            |
| アンジュルム         | いとし いとしと Say My Heart                                    |                            |
| アンジュルム         | 鏡の国のひねくれクイーン                                        |                            |
| アンジュルム         | 今夜もステキに落ち着けない                                      |                            |
| アンジュルム         | ミラー・ミラー                                                  |                            |
| アンジュルム         | SHAKA SHAKA TO LOVE                                             |                            |
| アンジュルム         | SHAKA SHAKA #2 LOVE カラフルライフ編                            |                            |
| アンジュルム         | 23時のペルソナ                                                  |                            |
| アンジュルム         | Sister Sister                                                   |                            |
| OCHA NORMA           | デート前夜狂想曲                                                |                            |
| OCHA NORMA           | 素肌は熱帯夜                                                    |                            |
| OCHA NORMA           | シェケナーレ                                                    |                            |
| OCHA NORMA           | ヨリドリ ME DREAM                                               |                            |
| OCHA NORMA           | ラヴィ・ダヴィ                                                  |                            |
| OCHA NORMA           | Peek a Boo                                                      |                            |
| OCHA NORMA           | 友達天体図                                                      |                            |
| OCHA NORMA           | Super Duper Sugar Power                                         |                            |
| カントリー・ガールズ | 愛おしくってごめんね                                            |                            |
| カントリー・ガールズ | 恋泥棒                                                          |                            |
| カントリー・ガールズ | わかっているのにごめんね                                        |                            |
| カントリー・ガールズ | キスより先にできること                                          |                            |
| カントリー・ガールズ | Good Boy Bad Girl                                               |                            |
| カントリー・ガールズ | 明日からはおもかげ                                              |                            |
| カントリー・ガールズ | リズムが呼んでいるぞ!                                           |                            |
| カントリー・ガールズ | VIVA!!薔薇色の人生                                              |                            |
| カントリー・ガールズ | 待てないアフターファイブ                                        |                            |
| カントリー・ガールズ | 弱気女子退部届                                                  |                            |
| ℃-ute                | 羨んじゃう                                                      |                            |
| ℃-ute                | 愛はまるで静電気                                                |                            |
| こぶしファクトリー   | Oh No 懊悩                                                      |                            |
| こぶしファクトリー   | 好きかもしれない                                                |                            |
| Juice=Juice          | チクタク 私の旬                                                 |                            |
| Juice=Juice          | 地団駄ダンス                                                    |                            |
| Juice=Juice          | 如雨露                                                          |                            |
| Juice=Juice          | Vivid Midnight                                                  |                            |
| Juice=Juice          | Never Never Surrender                                           |                            |
| Juice=Juice          | あばれてっか?! ハヴアグッタイ                                   |                            |
| Juice=Juice          | 銀色のテレパシー                                                |                            |
| Juice=Juice          | 25歳永遠説                                                      |                            |
| Juice=Juice          | Va-Va-Voom                                                      |                            |
| Juice=Juice          | プラトニック・プラネット(Ultimate Juice Ver.)                   |                            |
| つばきファクトリー   | 気高く咲き誇れ!                                                 |                            |
| つばきファクトリー   | うるわしのカメリア                                              |                            |
| つばきファクトリー   | 低温火傷                                                        |                            |
| つばきファクトリー   | 今夜だけ浮かれたかった                                          |                            |
| つばきファクトリー   | 表面張力 ～Surface Tension～                                    | チーム飛松とのコライト作詞 |
| つばきファクトリー   | 帰ろう レッツゴー!                                              |                            |
| つばきファクトリー   | 三回目のデート神話                                              |                            |
| つばきファクトリー   | ナインティーンの蜃気楼 ('19 Summer Ver.)                        |                            |
| つばきファクトリー   | 抱きしめられてみたい                                            |                            |
| つばきファクトリー   | ナインティーンの蜃気楼                                          |                            |
| つばきファクトリー   | マサユメ                                                        |                            |
| つばきファクトリー   | 光のカーテン                                                    |                            |
| つばきファクトリー   | 約束・連絡・記念日                                              |                            |
| つばきファクトリー   | アドレナリン・ダメ                                              |                            |
| つばきファクトリー   | スキップ・スキップ・スキップ                                    |                            |
| つばきファクトリー   | 妄想だけならフリーダム                                          |                            |
| つばきファクトリー   | サマー・チャレンジャー                                          |                            |
| つばきファクトリー   | アタシリズム                                                    |                            |
| つばきファクトリー   | 鼓動OK?                                                         |                            |
| ハロプロ研修生       | 目立ってDo Dance                                                |                            |
| ハロプロ研修生       | トワイライト・ブルー                                            |                            |
| BEYOOOOONDS          | Go Waist                                                        |                            |
| BEYOOOOONDS          | 恋のおスウィング                                                |                            |
| BEYOOOOONDS          | Now Now Ningen                                                  |                            |
| BEYOOOOONDS          | ビタミンME                                                      |                            |
| BEYOOOOONDS          | 二年前の横浜駅西口                                              | CHICA#TETSU                |
| BEYOOOOONDS          | フレフレ・エブリデイ                                            |                            |
| BEYOOOOONDS          | ハムカツ黙示録                                                  |                            |
| BEYOOOOONDS          | 虎視タンタ・ターン                                              |                            |
| BEYOOOOONDS          | 待ち合わせはJR梅田駅で                                          | CHICA#TETSU                |
| BEYOOOOONDS          | 求めよ…運命の旅人算                                             |                            |
| BEYOOOOONDS          | 夢さえ描けない夜空には                                          |                            |
| BEYOOOOONDS          | 灰toダイヤモンド                                                |                            |
| BEYOOOOONDS          | Go City Go                                                      |                            |
| BEYOOOOONDS          | フックの法則                                                    |                            |
| BEYOOOOONDS          | Do-Did-Done                                                     |                            |
| 宮本佳林             | 未来のフィラメント                                              |                            |
| モーニング娘。'15    | 今すぐ飛び込む勇気                                              | 三浦徳子との共作           |
| モーニング娘。'17    | 弩級のゴーサイン                                                |                            |
| モーニング娘。'17    | 五線譜のたすき                                                  |                            |
| モーニング娘。'20    | LOVEペディア                                                    |                            |
| モーニング娘。'20    | 人間関係No way way                                              |                            |
| モーニング娘。'21    | ビートの惑星                                                    |                            |
| モーニング娘。'24    | 最KIYOU                                                         |                            |
| ロージークロニクル   | CHOちょこっとロッケンロール                                     |                            |
| ロージークロニクル   | 8bit片想い                                                      |                            |
| ロージークロニクル   | ダイスキだけど付き合えない                                      |                            |

### iDOL Street関連
| アーティスト            | タイトル          | 備考             |
| ----------------------- | ----------------- | ---------------- |
| FUKUOKA はかたみにょん★ | 黄昏バイシクル    | 吉田真理との共作 |
| サッポロ Snow♥Loveits   | ご都合女の子      |                  |
| トーキョー夢ぴよ組      | いわゆるアイドル  |                  |
| SUPER☆GiRLS             | いそいでアダム    |                  |
| SUPER☆GiRLS             | スイート☆スマイル |                  |

### アニメ・ゲーム関連
| アーティスト | タイトル                            | 備考                                                                             |
| --- | ----------------------------------- | -------------------------------------------------------------------------------- |
| 夢川ゆい（CV:伊達朱里紗） | チクタク・Magicaる・アイドルタイム! | アニメ「アイドルタイムプリパラ」挿入歌                                           |
| 虹色にの（CV:大地葉） | あっちゃこっちゃゲーム              | アニメ「アイドルタイムプリパラ」挿入歌                                           |
| 華園しゅうか（CV:朝日奈丸佳） | Miss.プリオネア                     | アニメ「アイドルタイムプリパラ」挿入歌                                           |
| WITH | Giraギャラティック・タイトロープ    | アニメ「アイドルタイムプリパラ」挿入歌                                           |
| WITH | 好きにしてI-I-Z-E                   | アニメ「アイドルタイムプリパラ」キャラクターソング                               |
| WITH | DANCE PRINCE                        | アニメ「アイドルタイムプリパラ」キャラクターソング                               |
| WITH | スーパー・ダーリン                  | アニメ「アイドルタイムプリパラ」キャラクターソング                               |
| WITH | オレーザービーム                    | 舞台「WITH by Idoltime Pripara」挿入歌                                           |
| 三鷹アサヒ&高瀬コヨイ（CV:小林竜之、土田玲央）                                                                                           | マジック・アワー                    | アニメ「アイドルタイムプリパラ」キャラクターソング                               |
| MY☆DREAM＆華園しゅうか（朝日奈丸佳） | ワクワクO'clock                     | トレーディングカードアーケードゲーム「プリパラ」                                 |
| 安野希世乃 | 戸惑いトレイン                      | OVA「エスカクロン」挿入歌                                                        |
| 久海菜々美（CV:山下七海） | ドラマチックを君と                  | 「Wake Up,Girls! 新章」キャラクターソング                                        |
| 桃山みらい＆萌黄えも（CV:林鼓子、久保田未夢）                                                                                            | レディー・アクション!               | アニメ「キラっと☆プリチャン」挿入歌                                              |
| 桃山みらい（CV:林鼓子） | ワン・ツー・スウィーツ              | アニメ「キラっと☆プリチャン」挿入歌                                              |
| 萌黄えも（CV:久保田未夢） | スキスキセンサー                    | アニメ「キラっと☆プリチャン」挿入歌                                              |
| Miracle Kiratts＆Meltic StAr | ハッピーピクニック                  | アニメ「キラっと☆プリチャン」挿入歌                                              |
| リングマリィ（CV:茜屋日海夏、徳井青空）                                                                                                  | インディビジュアル・ジュエル        | アニメ「キラっと☆プリチャン」挿入歌                                              |
| 大和アレクサンダー＆十王院カケル＆涼野ユウ （CV:武内駿輔、八代拓、内田雄馬）                                                             | レッドナイト・ヴァンパイア          | スマートフォン用ゲーム「KING OF PRISM プリズムラッシュ！LIVE」向け書き下ろし楽曲 |
| 太刀花ユキノジョウ＆鷹梁ミナト＆涼野ユウ （CV:斉藤壮馬、五十嵐雅、内田雄馬）                                                             | 氷上白浪男                          | スマートフォン用ゲーム「KING OF PRISM プリズムラッシュ！LIVE」向け書き下ろし楽曲 |
| 桜島麻衣＆古賀朋絵＆双葉理央＆豊浜のどか＆梓川かえで＆牧之原翔子 （CV:瀬戸麻沙美、東山奈央、種﨑敦美、内田真礼、久保ユリカ、水瀬いのり） | 不可思議のカルテ                    | アニメ「青春ブタ野郎はバニーガール先輩の夢を見ない」エンディングテーマ           |
| 菅野よう子 feat.chelly | 星と翼のパラドクス                  | アーケードゲーム「星と翼のパラドクス」主題歌                                     |
| IDOLiSH7 | Everyday Yeah!                      |                                                                                  |
| IDOLiSH7 | NAGISA Night Temperature            |                                                                                  |
| 園田智代子（CV:白石晴香） | チョコデート・サンデー              | ゲーム「アイドルマスター シャイニーカラーズ」キャラクターソング                  |
| 三峰結華（CV:成海瑠奈/希水しお） | プラスチック・アンブレラ            | ゲーム「アイドルマスター シャイニーカラーズ」キャラクターソング                  |
| ランカ・リー＝中島愛／シェリル・ノーム starring May'n                                                                                    | 時の迷宮                            | 「劇場短編マクロスF 〜時の迷宮〜」主題歌 菅野よう子との共作                      |
| 陽比野まつり（CV:廣瀬千夏）みゃむ（CV:小池理子）                                                                                         | マジ・ワッチャパレード              | アニメ「ワッチャプリマジ!」挿入歌                                                |
| 永吉昴＆双海亜美＆エミリースチュアート＆北沢志保 （CV:斉藤佑圭、下田麻美、郁原ゆう、雨宮天）                                             | スペードのQ                         | ゲーム「アイドルマスター ミリオンライブ! シアターデイズ」キャラクターソング      |
| 望月杏奈（CV:夏川椎菜） | スポットライト・ミラーランド        | 「アイドルマスター ミリオンライブ!」キャラクターソング                           |
| 潔世一（CV:浦和希）、我牙丸吟（CV:仲村宗悟）、成早朝日（CV:梶田大嗣）、五十嵐栗夢（CV:市川蒼）                                           | 暴風とプロメテウス                  | TVアニメ「ブルーロック」キャラクターソング                                       |
| 七浦おとめ（CV:大森綺星）、七浦すばる（CV:小林竜之）                                                                                     | ココロ・アストロノーツ              | TVアニメ「ひみつのアイプリ」挿入歌                                               |

### その他
| アーティスト                     | タイトル                             | 備考                                                                              |
| -------------------------------- | ------------------------------------ | --------------------------------------------------------------------------------- |
| アップアップガールズ（仮）       | 君という仮説                         |                                                                                   |
| アップアップガールズ（仮）       | 上々ド根性                           | ラップ詞：マチーデフ                                                              |
| アップアップガールズ（仮）       | 最高シャイガール                     |                                                                                   |
| アップアップガールズ（仮）       | 勝ってたいんだよ                     |                                                                                   |
| アップアップガールズ（仮）       | キミロス                             |                                                                                   |
| アップアップガールズ（仮）       | ヒート ビート アイランド             |                                                                                   |
| アップアップガールズ（2）        | 二の足Dancing                        |                                                                                   |
| アップアップガールズ（2）        | どしゃぶりのテラス席                 |                                                                                   |
| アップアップガールズ（2）        | っていう初恋のお約束                 |                                                                                   |
| アップアップガールズ（2）        | エンジェル演じて20年                 |                                                                                   |
| アップアップガールズ（プロレス） | 負けたくない！                       |                                                                                   |
| 石原夏織                         | キラリアット                         |                                                                                   |
| 稲場愛香                         | Pink Temperature                     |                                                                                   |
| 小片リサ                         | 映画の趣味が合うだけ                 |                                                                                   |
| 小片リサ                         | Happyを止めないで                    | 中島卓偉との共作                                                                  |
| おとめボタン                     | じゃじゃウマおてんBURN!!             |                                                                                   |
| カレッジ・コスモス               | 記号なんかじゃない私たちは           |                                                                                   |
| 吉川友                           | WILDSTRAWBERRY                       |                                                                                   |
| 吉川友                           | こんな愛しちゃ                       |                                                                                   |
| キャラメル☆リボン                | スタートリボン                       |                                                                                   |
| キャラメル☆リボン                | ファーストシークレット               |                                                                                   |
| CUBERS                           | ピンキーリング                       |                                                                                   |
| CUBERS                           | 人生Heyday                           |                                                                                   |
| CROWN POP                        | 午後四時ごろの好きです               |                                                                                   |
| CROWN POP                        | 告白とスニーカー                     |                                                                                   |
| CROWN POP                        | スケジュール帳やめたの               |                                                                                   |
| CROWN POP                        | ホログラフィック・デート             |                                                                                   |
| CROWN POP                        | 横断歩道                             |                                                                                   |
| CROWN POP                        | アンビバレント・ハイウェイ           |                                                                                   |
| KUROMI（CV：竹内順子）           | Greedy Greedy                        | サンリオによるプロジェクト「#世界クロミ化計画」にて制作された楽曲。               |
| いきづらい部！                   | ヒミツミチ                           | ラブライブ!シリーズによるプロジェクト「イキヅライブ! LOVELIVE! BLUEBIRD」の楽曲。 |
| 斉藤壮馬                         | 夜明けはまだ                         |                                                                                   |
| 佐藤優樹                         | グリーン・フラワー                   |                                                                                   |
| THE SUPER FRUIT                  | 馬鹿ばっか                           |                                                                                   |
| サンドリオン                     | 「環銀河系無形文化遺産：ラブソング」 |                                                                                   |
| サンドリオン                     | 告白星                               |                                                                                   |
| 私立恵比寿中学                   | オメカシ・フィーバー                 | アルバム『playlist』収録                                                          |
| 私立恵比寿中学                   | 23回目のサマーナイト                 | 配信限定EP『FAMIEN'20 e.p.』収録                                                  |
| 私立恵比寿中学                   | イヤフォン・ライオット               | アルバム『FAMIEN'21 L.P.』収録                                                    |
| 私立恵比寿中学                   | トキメキ的週末論                     | アルバム『私立恵比寿中学』収録                                                    |
| 近田春夫                         | 超冗談だから                         | アルバム『超冗談だから』収録                                                      |
| 近田春夫                         | 0発100中                             | アルバム『超冗談だから』収録                                                      |
| 近田春夫                         | ミス・ミラーボール                   | アルバム『超冗談だから』収録                                                      |
| 近田春夫                         | 途端・途端・途端                     | アルバム『超冗談だから』収録                                                      |
| 近田春夫                         | 夢見るベッドタウン                   | アルバム『超冗談だから』収録                                                      |
| 近田春夫                         | 今夜もテンテテン                     | アルバム『超冗談だから』収録                                                      |
| 寺嶋由芙                         | いい女をよろしく                     |                                                                                   |
| 中島愛                           | メロンソーダ・フロート               | アルバム『green diary』収録                                                       |
| 中島愛                           | equal                                | 配信シングル、中島愛と共作                                                        |
| 西山宏太朗                       | 外では光が踊っている                 |                                                                                   |
| ハコイリ♡ムスメ                  | 乙女はびっくり箱                     |                                                                                   |
| ハコイリ♡ムスメ                  | アンバランスナサマー                 |                                                                                   |
| はちみつロケット                 | MOTTO MOTTO!!                        |                                                                                   |
| ばってん少女隊                   | 夢のスコール                         |                                                                                   |
| Bitter & Sweet                   | 誰にもナイショ                       | NOBEとの共作                                                                      |
| Bitter & Sweet                   | バイバイメトロ                       |                                                                                   |
| フィロソフィーのダンス           | なんで？                             |                                                                                   |
| フィロソフィーのダンス           | ポジ子とネガ乃                       |                                                                                   |
| PINK CRES.                       | トウキョウ・コンフュージョン         |                                                                                   |
| PINK CRES.                       | 宇宙の女は甘くない                   |                                                                                   |
| Prizmmy☆                         | OVERCLOCK ME                         |                                                                                   |
| ベイビーレイズJAPAN              | アンチヒーロー                       | 渡邊璃生（ベイビーレイズJAPANメンバー）との共作                                   |
| BOYS AND MEN                     | CAUTION!!                            |                                                                                   |
| BOYS AND MEN研究生               | 不肖この俺、イバランナー             |                                                                                   |
| ぽかぽかイオン                   | 手紙の塔                             | シングル『やじるし→』収録                                                         |
| 道重さゆみ                       | 再生 〜わたしはここにいるわ〜        |                                                                                   |
| 道重さゆみ                       | ちょっと逢えないくらいで             |                                                                                   |
| 道重さゆみ                       | カワイイエディットパーティ           |                                                                                   |
| 道重さゆみ                       | あがるあがる                         |                                                                                   |
| 道重さゆみ                       | わたしの答え                         |                                                                                   |
| 道重さゆみ                       | I Have a Dream                       |                                                                                   |
| 道重さゆみ                       | ラリルレロンリー・ルーム             |                                                                                   |
| 道重さゆみ                       | ダイスキ・フロンティア               |                                                                                   |
| 道重さゆみ                       | 君だけの十字架                       |                                                                                   |
| 道重さゆみ                       | ビューティフル・ドリーム             |                                                                                   |
| 道重さゆみ                       | Yeah My Miracle                      |                                                                                   |
| 道重さゆみ                       | ミラーボール・ホリック               |                                                                                   |
| 道重さゆみ                       | 形而上的熱視線                       |                                                                                   |
| 道重さゆみ                       | オトメ・テイクオフ                   |                                                                                   |
| 道重さゆみ                       | アンカウンタブル・ユー               |                                                                                   |
| 道重さゆみ                       | キュン or NOT                        |                                                                                   |
| 宮本佳林                         | ハウリング                           |                                                                                   |
| 宮本佳林                         | ポラリス・コンパス                   |                                                                                   |
| 宮本佳林                         | ビーズに願いを                       |                                                                                   |
| 夢みるアドレセンス               | キャンディちゃん                     |                                                                                   |
| 夢みるアドレセンス               | 17:30のアニメ                        |                                                                                   |
| 夢みるアドレセンス               | どこにでもいる、至って普通           |                                                                                   |
| 世が世なら!!!                    | 無理無理無理                         |                                                                                   |
| 世が世なら!!!                    | 鼓動のFighters                       |                                                                                   |
| Lovelys                          | 既読無視警察                         |                                                                                   |
| Liyuu                            | カルペ・ディエム                     | アニメ『100万の命の上に俺は立っている』EDテーマ                                   |
| Liyuu                            | ルルカワイマ                         | アルバム『Fo(u)r YuU』収録                                                        |
| Liyuu                            | 六等星                               | 2ndアルバム『Soaring Heart』収録曲                                                |

## 小説

### 単行本（小説）
- 『誰にも奪われたくない／凸撃』（2021年7月 河出書房新社）
  - 「誰にも奪われたくない」（『文藝』2021年春季号）
  - 「凸撃」（『文藝』2021年夏季号）
- 『##NAME##』（2023年7月 河出書房新社）
  - 「##NAME##」（『文藝』2023年夏季号）

### 単行本未収録作品
- 「模像系彼女しーちゃんとX人の彼」（『月刊ニュータイプ』2015年9月号 - 2022年3月号）
- 「善き愛のパワー」（『小説すばる』2021年3月号）
- 「アンリアル・エステート」（『装苑』2021年7月号）
- 「じゃあ何から産まれたかったの？」（『文藝』2022年春季号）
- 掌編小説（『Hanako』No.1219）
- 「跳べないならせめて立て」（『文藝』2024年春季号）
- 掌編小説（『MORE』Spring 2024）
- 「コットンキャンディ・イン・デット」（『新潮』2024年6月号）
- 掌編小説（『CanCam』2024年8月号）
- 「紙幅の時間」（『文学界』2025年8月号）
- 「目立った傷や汚れなし」（『文藝』2025年秋季号）

## エッセイ

### 単行本（エッセイ）
- 『江戸POP道中文字栗毛』（2023年9月 集英社）
- 『私の身体を生きる』（2024年5月 文藝春秋） - 共著

## 連載
- 「ストロベリーショート」（ピンクスCHANNEL）
- 「児玉雨子の〆飯」（『BRUTUS』2021年3月1日号 - ） - エッセイ
- 「江戸POP道中文字栗毛」（『よみタイ』2021年12月26日 - ） - エッセイ
- 「街の気分と思考」（『新潮』2022年2月号 - ） - リレーエッセイ
- 「きょうも何かを刻みたくて」（『Hanako』2022年6月号 - ） - エッセイ

## イベント・ライブ
- ピンクス&コピンクス!トークライブ2014 〜私のリバースデー〜 （2014年3月13日、AKIBAカルチャーズ劇場） - 企画
- アイドル女子会&セーラームーン妄想キャスティング会議（2014年3月26日、阿佐ヶ谷ロフトA） - 出演
- a-nation island「IDOL NATION NEXT」（2014年8月14日、代々木第二体育館） - 構成演出
- ピンクス&コピンクス!スペシャルライブ2014〜嘘みたいな今日〜（2014年9月23日、静岡市清水文化会館マリナート大ホール） - 構成演出
- ピンクス&コピンクス!ラストライブ予習トークライブ〜スタッフ&コスタッフ!裏話大会〜 （2016年2月29日、阿佐ヶ谷ロフトA） - 出演
- ピンクス&コピンクス!ラストライブ 2016 MOMENT memories & memorize（2016年3月12日、ディファ有明） - 企画

## メディア出演
- 「ヒャダインの"ガルポプ!"」（2016年8月5日、NHK-FM）- トークゲスト
- 「musicる TV」（テレビ朝日）
  - 2017年11月29日 - 「カリスマ音楽作家たちによる秘密のトーク」でヒャダインと対談
  - 2018年1月30日 - 4月10日 「音楽専門学校生チーム対抗コライトバトル」作詞担当
- 「今日は一日“ハロプロ”三昧」（2019年8月16日、NHK FM） - トークゲスト
- 「ゆる言語学ラジオ #292」（2023年12月26日、YouTube）- トークゲスト